# (1213) Algeria
(1213) Algeria est un astéroïde de la ceinture principale découvert le 5 décembre 1931 par l'astronome français Guy Reiss. Sa désignation provisoire était 1931.